# Liste der Mitgliedstaaten des Völkerbundes

Mitglieder und Nichtmitglieder des Völkerbundes
Mitglieder
Kolonien der Mitglieder
Mandate
Nichtmitglied
Kolonien von Nichtmitgliedern

Der Völkerbund (englisch League of Nations) wurde 1920 von 42 Gründungsmitgliedern gegründet. Insgesamt gehörten ihm zwischen 1920 und 1946 63 Staaten an, einige Staaten schieden jedoch aus dem Bund aus, so dass nie alle 63 Staaten gleichzeitig Mitglieder waren.

## Liste
| Flagge                       | Staat                                      | Beitrittsdatum | Austrittsdatum                                   | Bemerkung |
| ---------------------------- | ------------------------------------------ | -------------- | ------------------------------------------------ | --- |
| Athiopien 1897               | Abessinien                                 | 23. Sep. 1923  | 8. Mai 1936 (de facto) 18. April 1946 (de jure)  | Abessinien (seit 1974 Äthiopien) war von 1936 bis 1941 von Italien besetzt und annektiert, danach kam es bis 1946 unter britische Verwaltung. Während der Besetzung durch Italien war die Mitgliedschaft Abessiniens im Völkerbund de facto ab dem 8. Mai 1936 erloschen. |
| Afghanistan Königreich 1931  | Afghanistan                                | 27. Sep. 1934  | 18. Apr. 1946                                    | |
| Agypten 1922                 | Ägypten                                    | 26. Mai 1937   | 18. Apr. 1946                                    | |
| Albanien 1928                | Albanien                                   | 17. Dez. 1920  | 18. Apr. 1946 (de jure)                          | Albanien war von 1939 bis 1944 von Italien sowie Deutschland besetzt |
| Argentinien                  | Argentinien                                | 10. Jan. 1920  | 18. Apr. 1946                                    | Vom 4. Dezember 1920 bis zum 28. September 1933 hatte die Mitgliedschaft Argentiniens im Völkerbund geruht. |
| Australien                   | Australien (als Dominion)                  | 10. Jan. 1920  | 18. Apr. 1946                                    | |
| Belgien                      | Belgien                                    | 10. Jan. 1920  | 18. Apr. 1946                                    | Belgien war von 1940 bis 1944 von Deutschland besetzt. |
| Bolivien                     | Bolivien                                   | 10. Jan. 1920  | 18. Apr. 1946                                    | |
| Brasilien 1889               | Brasilien                                  | 10. Jan. 1920  | 12. Juni 1926 (de facto) 14. Juni 1928 (de jure) | Brasilien trat am 12. Juni 1926 aus dem Völkerbund aus. Die brasilianische Regierung protestierte mit diesem Schritt dagegen, dass nur die Großmächte einen ständigen Sitz im Völkerbundrat innehaben sollten. Aufgrund einer zweijährigen Kündigungsfrist blieb Brasilien bis zum 14. Juni 1928 formell Mitglied, nahm jedoch nicht mehr an der Organisation teil. Am 8. Mai 1928 lehnte die brasilianische Regierung ein Angebot des Völkerbundes auf Wiedereintritt ab. |
| Bulgarien 1908               | Bulgarien                                  | 23. Sep. 1923  | 18. Apr. 1946                                    | Ab 1944 von der Sowjetunion besetzt |
| Chile                        | Chile                                      | 10. Jan. 1920  | 2. Juni 1940                                     | |
| China Republik 1928          | China                                      | 16. Juli 1920  | 18. Apr. 1946                                    | Teile des chinesischen Staatsgebietes waren von 1931 bis 1945 von Japan besetzt. 1932 errichtete Japan in der Region Mandschurei den Marionettenstaat Mandschukuo, der international nicht anerkannt wurde. Der Marionettenstaat ging mit dem Ende des Zweiten Weltkriegs unter. Nach der Kapitulation Japans am 15. August 1945 wurde Mandschukuo aufgelöst. Der nominelle Herrscher Puyi wurde von den Sowjets gefangen genommen und das Gebiet wurde an China zurückgegeben. |
| Costa Rica 1848              | Costa Rica                                 | 16. Dez. 1920  | 1. Jan. 1927                                     | |
| Danemark                     | Dänemark                                   | 8. März 1920   | 18. Apr. 1946                                    | ab 1940 von Deutschland besetzt |
| Deutsches Reich              | Deutschland                                | 8. Sep. 1926   | 14. Okt. 1933 (de facto) 21. Okt. 1935 (de jure) | Während der Weimarer Republik wurde Deutschland nach langen Verhandlungen am 8. September 1926 Mitglied des Völkerbundes. Nach der Machtübernahme durch die Nationalsozialisten am 30. Januar 1933 trat Deutschland am 14. Oktober desselben Jahres aus dem Völkerbund aus und verließ gleichzeitig die Genfer Abrüstungskonferenz. Der Austritt wurde anschließend durch eine Volksabstimmung am 12. November 1933 nachträglich legitimiert. Aufgrund einer zweijährigen Kündigungsfrist blieb Deutschland bis 1935 formell Mitglied, nahm jedoch nicht mehr an der Organisation teil. Deutschland war von 1945 bis 1949 von den Alliierten besetzt.                                                                                         |
| Dominikanische Republik      | Dominikanische Republik                    | 29. Sep. 1924  | 18. Apr. 1946                                    | Die Dominikanische Republik war vom 5. Mai 1916 bis zum 27. Dezember 1924 unter US-amerikanischer Besetzung. |
| Ecuador 1900                 | Ecuador                                    | 28. Sep. 1934  | 18. Apr. 1946                                    | |
| El Salvador                  | El Salvador                                | 10. März 1920  | 10. Aug. 1939                                    | |
| Estland                      | Estland                                    | 22. Sep. 1921  | 6. Aug. 1940 (de facto) 18. April 1946 (de jure) | Ab 1940 von der Sowjetunion besetzt und annektiert. |
| Finnland                     | Finnland                                   | 16. Dez. 1920  | 18. Apr. 1946 (de jure)                          | |
| Dritte Französische Republik | Frankreich                                 | 10. Jan. 1920  | 18. Apr. 1946                                    | Im Jahr 1941 trat das Vichy-Regime aus dem Völkerbund aus. Dieser Schritt wurde jedoch von den Forces françaises libres (FFL), den freien französischen Streitkräften unter der Führung von Charles de Gaulle, nicht anerkannt. Bereits 1940 wurde das Vichy-Frankreich teilweise vom Deutschen Reich besetzt, und 1942 folgte die vollständige Besetzung durch deutsche und italienische Truppen. Im August 1944 nach der Befreiung von Paris wurde das Vichy-Regime endgültig gestürzt. Am 25. August 1944 kapitulierten die letzten deutschen Truppen in Paris und kurz darauf wurde die Übergangsregierung von Charles de Gaulle eingesetzt, wodurch Frankreich offiziell von der deutschen Besatzung und dem Vichy-Regime befreit wurde. |
| Zweite Hellenische Republik  | Griechenland                               | 30. März 1920  | 18. Apr. 1946                                    | Griechenland nahm bereits vor Ratifizierung des Versailler Vertrages an der ersten Sitzung des Völkerbundsrates am 16. Januar 1920 teil. Von 1941 bis 1945 war Griechenland von Deutschland und Italien besetzt. |
| Guatemala                    | Guatemala                                  | 10. Jan. 1920  | 14. Mai 1936                                     | |
| Haiti 1807                   | Haiti                                      | 30. Juni 1920  | 16. Feb. 1942                                    | Haiti war vom 28. Juli 1915 bis zum 1. August 1934 unter US-amerikanischer Besetzung. |
| Honduras 1898                | Honduras                                   | 3. Nov. 1920   | 22. Juni 1936                                    | |
| Britisch-Indien              | Indien (als Teil des British Empire)       | 10. Jan. 1920  | 18. Apr. 1946                                    | |
| Königreich Irak 1924         | Irak                                       | 3. Okt. 1932   | 18. Apr. 1946                                    | Von 1920 bis 1932 ein britisches Völkerbundmandat. |
| Iran 1925                    | Iran                                       | 10. Jan. 1920  | 18. Apr. 1946                                    | Der Staat hieß bis zum 21. März 1935 Persien. Der Iran war während des Zweiten Weltkriegs von 1941 bis 1945/46 von Großbritannien und der Sowjetunion besetzt. |
| Irland                       | Irland                                     | 10. Sep. 1923  | 18. Apr. 1946                                    | Für die internationale Staatengemeinschaft bis 1931 ein britisches Dominion. Ab 1931 ein souveräner Staat. |
| Italien 1861                 | Italien                                    | 10. Jan. 1920  | 11. Dez. 1937                                    | |
| Japanisches Kaiserreich      | Japan                                      | 10. Jan. 1920  | 27. März 1933                                    | |
| Jugoslawien Konigreich 1918  | Jugoslawien                                | 10. Jan. 1920  | 18. Apr. 1946 (de jure)                          | Der Staat hieß bis zum 3. Oktober 1929 Königreich der Serben, Kroaten und Slowenen. Jugoslawien war ab 1941 von Deutschland und Italien besetzt. |
| Kanada 1921                  | Kanada (als Dominion)                      | 10. Jan. 1920  | 18. Apr. 1946                                    | |
| Kolumbien                    | Kolumbien                                  | 16. Feb. 1920  | 18. Apr. 1946                                    | |
| Kuba                         | Kuba                                       | 8. März 1920   | 18. Apr. 1946                                    | |
| Lettland                     | Lettland                                   | 22. Sep. 1921  | 5. Aug. 1940 (de facto) 18. April 1946 (de jure) | Ab 1940 von der Sowjetunion besetzt und annektiert. |
| Liberia                      | Liberien                                   | 30. Juni 1920  | 18. Apr. 1946                                    | |
| Litauen 1918                 | Litauen                                    | 22. Sep. 1921  | 3. Aug. 1940 (de facto) 18. April 1946 (de jure) | Ab 1940 von der Sowjetunion besetzt und annektiert. |
| Luxemburg                    | Luxemburg                                  | 16. Dez. 1920  | 18. Apr. 1946 (de jure)                          | Luxemburg war von 1940 bis 1945 von Deutschland besetzt. |
| Mexiko 1934                  | Mexiko                                     | 12. Sep. 1931  | 18. Apr. 1946                                    | |
| Neuseeland                   | Neuseeland (als Dominion)                  | 10. Jan. 1920  | 18. Apr. 1946                                    | |
| Nicaragua 1896               | Nicaragua                                  | 3. Nov. 1920   | 26. Juni 1936                                    | |
| Niederlande                  | Niederlande                                | 9. März 1920   | 18. Apr. 1946                                    | Die Niederlande waren vom 15. Mai 1940 bis 5. Mai 1945 von Deutschland besetzt |
| Norwegen                     | Norwegen                                   | 5. März 1920   | 18. Apr. 1946                                    | Norwegen war vom 9. April 1940 bis zum 8. Mai 1945 von Deutschland besetzt. |
| Osterreich                   | Österreich                                 | 15. Dez. 1920  | 18. März 1938 (Anschluss an Deutschland)         | Die Mitgliedschaft Österreich endete mit dem Anschluss Österreichs an Deutschland. |
| Panama                       | Panama                                     | 25. Nov. 1920  | 18. Apr. 1946                                    | Panama hatte am 8. Januar 1920 den Versailler Vertrag ratifiziert und davon den Generalsekretär telegraphisch benachrichtigt. In einem am 30. Juli 1920 zusammengestellten Verzeichnis der Mitglieder wurde es bereits aufgeführt und war bei der Eröffnung der ersten Völkerbundsversammlung am 15. November 1920 durch eine Delegation vertreten. |
| Paraguay 1842                | Paraguay                                   | 10. Jan. 1920  | 24. Feb. 1937                                    | |
| Peru 1825                    | Peru                                       | 10. Jan. 1920  | 4. Apr. 1939                                     | |
| Polen 1919                   | Polen                                      | 10. Jan. 1920  | 18. Apr. 1946 (de jure)                          | Polen war von 1939 bis 1945 von Deutschland und der Sowjetunion geteilt und besetzt. |
| Portugal                     | Portugal                                   | 8. Apr. 1920   | 18. Apr. 1946                                    | |
| Rumänien Konigreich          | Rumänien                                   | 14. Sep. 1920  | 18. Apr. 1946 (de jure)                          | Rumänien war von 1944 bis 1958 von der Sowjetunion besetzt. |
| Schweden                     | Schweden                                   | 9. März 1920   | 18. Apr. 1946                                    | |
| Schweiz                      | Schweiz                                    | 8. März 1920   | 18. Apr. 1946                                    | |
| Spanien 1938                 | Spanien                                    | 9. März 1920   | 9. Mai 1941                                      | |
| Sowjetunion 1923             | Sowjetunion                                | 18. Sep. 1934  | 14. Dez. 1939 (Ausgeschlossen)                   | Die Mitgliedschaft der Sowjetunion endete am 14. Dezember 1939, nachdem die die Sowjetunion aufgrund ihres Überfalls auf Finnland, was den Winterkrieg auslöste, aus dem Völkerbund ausgeschlossen wurde. |
| Sudafrika 1912               | Südafrika (als Dominion)                   | 10. Jan. 1920  | 18. Apr. 1946                                    | |
| Thailand 1917                | Thailand                                   | 10. Jan. 1920  | 18. Apr. 1946                                    | Der Staat hieß bis zum 24. Juni 1939 Siam. |
| Tschechien                   | Tschechoslowakei                           | 10. Jan. 1920  | 18. Apr. 1946 (de jure)                          | Im September 1938 annektierte Deutschland das Sudetenland. Im März 1939 besetzte Deutschland den Rest der Tschechoslowakei. Böhmen und Mähren wurden als „Protektorat Böhmen und Mähren“ in das Deutsche Reich eingegliedert, während die Slowakei als „Slowakischer Staat“ zwar formell unabhängig, aber international nicht anerkannt war. Im Mai 1945 gegen Ende des Zweiten Weltkriegs wurde die Tschechoslowakei durch die Alliierten von der deutschen Besatzung befreit und die ursprünglichen Grenzen wurden wiederhergestellt. |
| Turkei                       | Türkei                                     | 18. Juli 1932  | 18. Apr. 1946                                    | |
| Ungarn 1940                  | Ungarn                                     | 18. Sep. 1922  | 11. Apr. 1941                                    | Ab 1944 von der Sowjetunion besetzt. |
| Uruguay                      | Uruguay                                    | 10. Jan. 1920  | 18. Apr. 1946                                    | |
| Venezuela 1930               | Venezuela                                  | 3. März 1920   | 11. Juli 1940                                    | |
| Vereinigtes Konigreich       | Vereinigtes Königreich (Britisches Empire) | 10. Jan. 1920  | 18. Apr. 1946                                    | |